# IP5
O IP5 - Itinerário Principal n.º5  é um Itinerário Principal de Portugal. Liga a cidade portuária de Aveiro à fronteira de Vilar Formoso, servindo os distritos de Aveiro, Viseu e Guarda. Em Vilar Formoso, a estrada atravessa a fronteira para Fontes de Onor, onde é contínua com a autoestrada espanhola A-62. O IP5 tem uma extensão de 199 km, e está totalmente construído em perfil de autoestrada, a qual é denominada de A25.
O IP5 foi construído inicialmente (na década de 1980) como uma via rápida, ligando Albergaria-a-Velha a Vilar Formoso, o que permitiu substituir a  N16, uma estrada nacional já na altura considerada obsoleta. Contudo, a via rápida revelou-se bastante perigosa, apresentando elevados índices de sinistralidade rodoviária, principalmente durante a década de 1990.

Na década de 2000, o IP5 foi remodelado em perfil de autoestrada, que constitui a A25. Embora alguns troços da A25 tenham sido construídos de raiz (nomeadamente a variante sul a Viseu), a maior parte desta autoestrada foi construída «por cima» do antigo traçado da via rápida. Em parte devido a esse facto, a introdução de portagens na A25 em 2011 revelou-se bastante controversa.

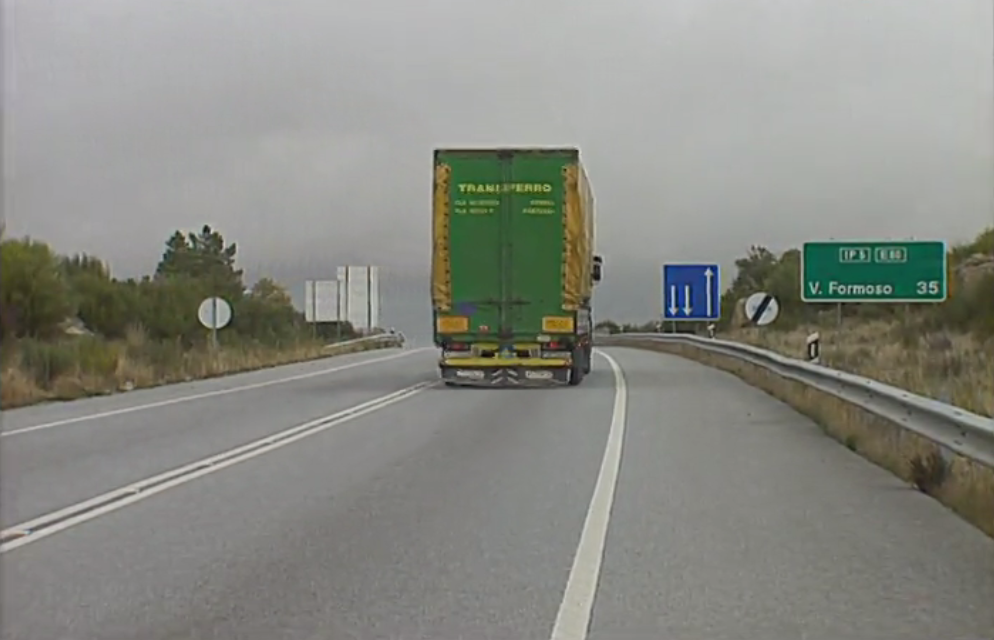
Antigo IP 5 nas proximidades do nó da Arrifana, em 1995. Hoje, circular neste troço entre a Guarda e Vilar Formoso, transformado em auto-estrada, obriga ao pagamento de 3,20€, após a introdução de portagens altamente polémicas.

## AN16

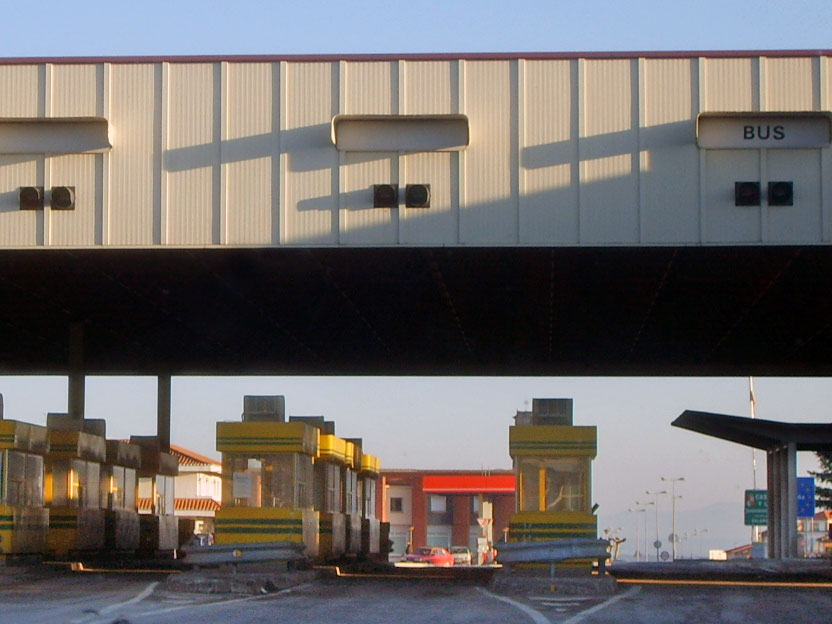
Fronteira de Vilar Formoso

Desde meados da década de 1970, que a EN16, único meio de ligação entre a cidade portuária de Aveiro e a  principal fronteira terrestre entre Portugal e Espanha (Vilar Formoso), se apresentava muito congestionada em termos de tráfego ligeiro (nomeadamente nos meses de Verão) e, principalmente, pesado. Nos meses de Verão, a fila para alcançar a fronteira de Vilar Formoso chegava a alcançar a ponte sobre o rio Côa, em Castelo Bom, para além de a EN16 atravessar o centro de dezenas de localidades, nas quais se incluem sete sedes de concelho (Albergaria-a-Velha, Oliveira de Frades, Vouzela, São Pedro do Sul, Mangualde, Fornos de Algodres e Celorico da Beira) e três capitais de distrito (Aveiro, Viseu e Guarda).
Deste modo, começou a ser notória a necessidade de substituir a antiga EN16 por uma estrada que permitisse maior fluidez de tráfego e permitisse evitar as curvas, principalmente nos perigosos troços dos vales do rio Côa (Castelo Bom-Castelo Mendo), do rio Mondego (Guarda-Celorico da Beira) e do rio Vouga (Viseu-Aveiro) que, por serem troços de montanha, estavam pejados de perigosas curvas, o que, aliado ao já referido congestionamento de tráfego, contribuiu para uma elevada sinistralidade na velha estrada nacional.
Em 1985, foi elaborado um novo Plano Rodoviário Nacional, que veio substituir o antigo documento, datado de 1945, que planeava a rede nacional de estradas. Neste plano, foi finalmente planeada a construção de uma nova estrada entre Viseu e Aveiro, o IP5, com a finalidade de substituir a obsoleta EN16.

## A construção do IP5

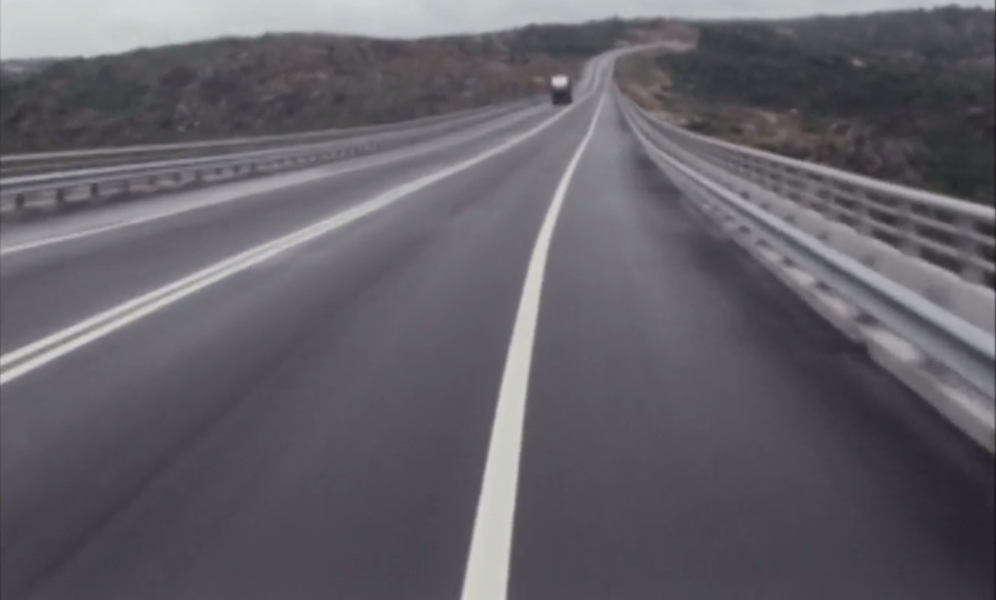
O Viaduto de Castelo Bom, sobre o Rio Côa, foi a maior obra de engenharia de todo o IP5, tendo, durante alguns anos, sido o mais alto viaduto da Europa em pilares. A imagem é de 1989, nos primórdios do IP5.

Apesar de a construção da via rápida Aveiro-Vilar Formoso só ter sido inscrita no Plano Rodoviário Nacional em 1985, a construção do IP 5 iniciou-se nos primeiros anos da década de 1980.
Assim, o primeiro grande troço do IP5 a ser inaugurado foi entre Mangualde e o nó de Prime, no concelho de Viseu, em Setembro de 1983, numa extensão de 10 km. No final do mesmo ano ficou concluída a Variante de Celorico da Beira (6 km).
Dois anos depois, em 1985, foi concluído o primeiro troço na Beira Interior, entre Chãs de Tavares e Celorico da Beira. Mais tarde, foi inaugurado o troço entre Talhadas e Albergaria-a-Velha, em 1987. A via rápida chegou a Vilar Formoso em Dezembro de 1987, quando foi inaugurado o troço entre a vila fronteiriça e a cidade da Guarda. Em Setembro de 1988 foi inaugurado o troço entre Mangualde e Chãs de Tavares, e a 14 de Outubro de 1989 é a vez da ligação entre Celorico da Beira e a Guarda. Para último ficou o lanço entre Albergaria-a-Velha e Aveiro, inaugurado a 13 de Setembro de 1991. O troço entre a A1 e Aveiro foi construído de raiz em formato de autoestrada A25, tendo o resto do percurso até Vilar Formoso sido inaugurado como via rápida IP5.
Deste modo, Vilar Formoso e Albergaria ficavam ligados por uma via rápida que permitia uma velocidade máxima de 90 km/h. Os cerca de 160 km, em linha recta recta, que separavam as duas localidades demoravam agora cerca de 3h a percorrer.

## A Estrada da Morte

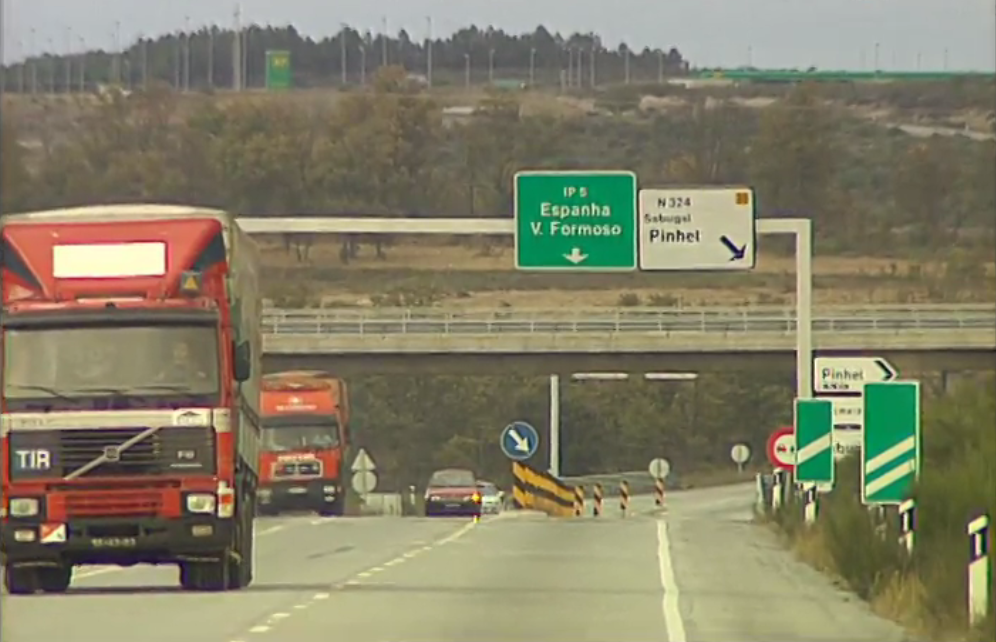
O elevadíssimo tráfego de pesados tornou-se um dos principais motivos da perigosidade do IP 5. Na imagem, a antiga via rápida junto ao nó do Alto de Leomil, no concelho de Almeida (em 1995).

Pouco depois da inauguração total do IP5, começaram-se a notar inúmeros problemas e defeitos de construção. O IP5 tinha um projecto mal feito, com curvas apertadas, marcações horizontais confusas e sinalização pouco clara. Para além disso, o IP5, era considerado uma via rápida de Portugal, devendo ter, portanto, uma velocidade-base na ordem dos 80 a 100 km/h, apesar dos defeitos de concepção e construção não deixarem que tal fosse exercido em segurança.
O asfalto sinuoso, desde as salinas de Aveiro até às escarpas montanhosas da Beira Alta e à ligação a Espanha, na fronteira de Vilar Formoso, teve, desde a primeira hora, o fulgor colorido do progresso. A obra, emblemática pela sua envergadura, num país ainda sedento de grandes estradas, haveria, no entanto, de pôr de luto muitas famílias.
Começaram a ficar marcados na estrada vários pontos negros, nomeadamente as subidas e descidas do Caramulo, entre Talhadas e Viseu (nomeadamente nas zonas de Reigoso e da Serra da Penoita (km 51,8-52,4)), da Guarda (Porto da Carne-Alvendre (km 158-163)), e nas zonas do Carvoeiro, Chãs de Tavares, Fagilde e Pínzio.
O troço mais perigoso do IP5, era a descida do Alvendre, que se situava na aproximação à cidade da Guarda. Esta descida registava uma forte inclinação (cerca de 9%) e terminava abruptamente nas suas descidas com fatídicas curvas. Neste troço eram frequentes os acidentes com pesados devido às inclinações elevadas seguidas de curvas apertadas, que danificavam os travões dos camiões. No seu ponto mais alto, o parque de descanso, a subida atingia os 850 m de altitude.

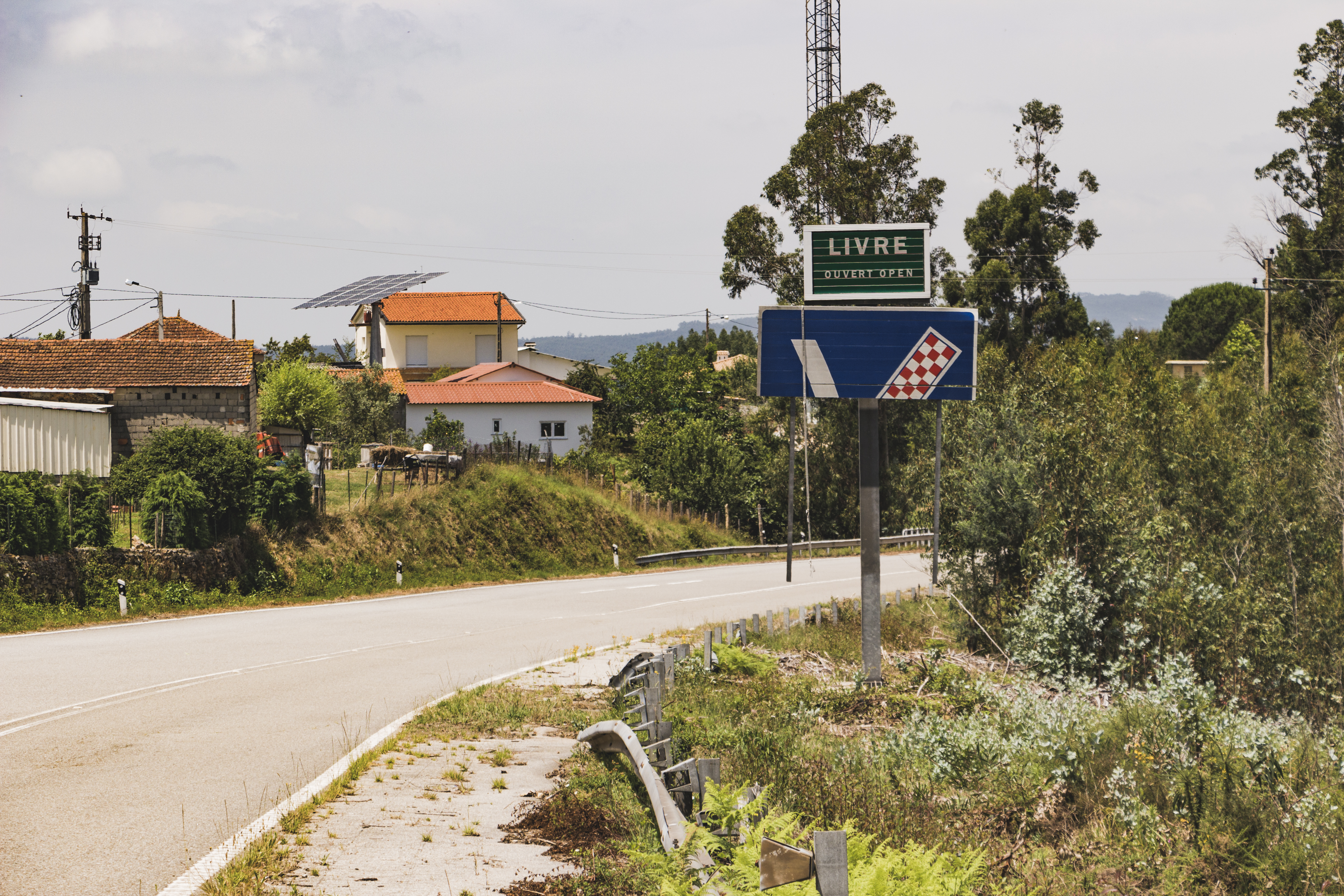
Troço abandonado do antigo IP5, perto de Macinhata do Vouga.

O IP5 revelou-se esgotado em termos de tráfego desde o início: se em 1990, o tráfego médio era de 5000 veículos/dia, em 2000, o número tinha triplicado: 15000 veículos transitavam no IP5 todos os dias. Cerca de um terço do tráfego do IP5 era pesado, formando-se grandes filas atrás dos ditos veículos. Tendo esta via zonas onde é difícil a realização de ultrapassagens, havia acidentes provocados por condutores que ultrapassavam em zonas onde era perigoso e inseguro fazê-lo.
Em outubro de 1998, devido à alta sinistralidade que se verificava no IP5, foi posta em marcha a Operação Tolerância Zero, que consistia na colocação de radares, reforço do patrulhamento (terrestre e aéreo), implementação de regras exclusivas a esta estrada (ex.: obrigatoriedade de utilização de luzes de presença mesmo de dia e tolerância de 0 km/h em relação à velocidade máxima, que era 90 km/h na maioria do traçado). Os resultados desta operação foram positivos, resultando numa diminuição da sinistralidade. Porém as limitações e as regras muito rigorosas impostas por esta operação, a juntar ao alto tráfego (principalmente pesado), tornaram o IP5 obsoleto e inoperável.

## A25
Esta conjugação de problemas, contribuiu para que o IP5 fosse considerada a estrada mais perigosa de Portugal. Com números assustadores de sinistralidade rodoviária, foram procuradas soluções para os reduzir. Deste modo, começou, a partir de meados dos anos 1990, a ser reivindicada a construção de uma autoestrada entre Albergaria e Vilar Formoso, que substituísse o perigoso traçado do IP5. Começaram a realizar-se algumas obras, nomeadamente a duplicação da descida do Alvendre para 2+2 vias, com separador central, entre 1998 e 1999, mas os problemas estruturais do obsoleto IP5 impediram sempre a eficácia de tais obras.
Em 1998, depois de muitas promessas, foi finalmente anunciada a reconstrução total do IP5 sob a forma de uma autoestrada, o prolongamento da A25 já existente entre Albergaria (A1) e Aveiro. Esta construção implicaria a eliminação da  maior parte da antiga estrada do IP5. O contrato de concessão para a construção da A25 foi assinado a 28 de Abril de 2001, tendo o primeiro troço transformado em autoestrada sido Vilar Formoso-Guarda.
As obras de construção da nova autoestrada desenvolveram-se até setembro de 2006, altura em que o troço Boa Aldeia-Mangualde foi inaugurado, e por conseguinte, a A25 foi concluída. Com a conclusão da A25 entre Aveiro e Vilar Formoso, as duas localidades passaram a estar unidas em apenas 2 horas.
Os resultados desta reconstrução do IP5 em auto-estrada foram evidentes, tendo reduzido significativamente a sinistralidade rodoviária.

## O antigo IP5 que resta

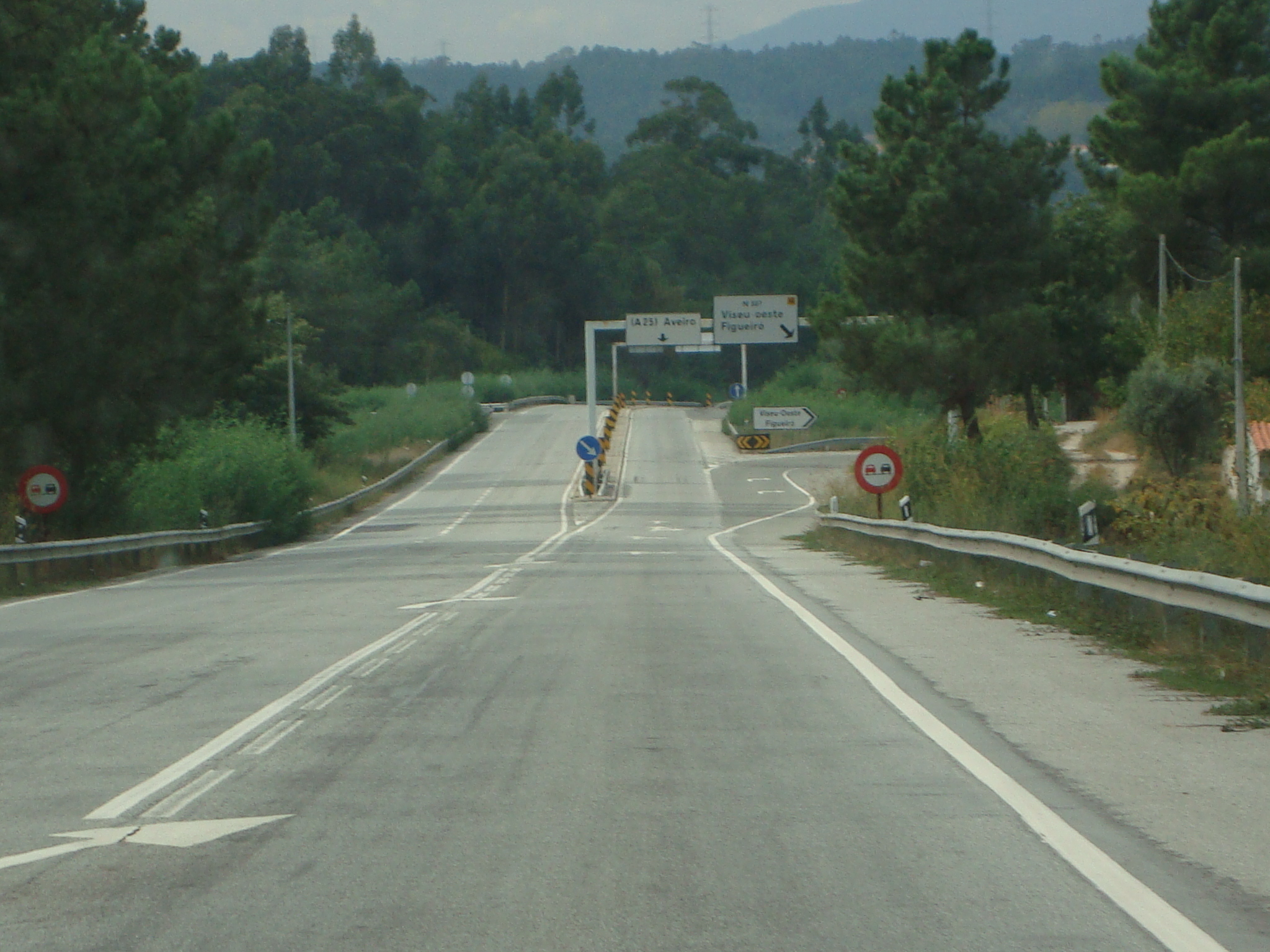
Antigo troço em perfil de via expresso do IP5, perto de Figueiró, Viseu. No seu antigo traçado, o IP5 passava a norte de Viseu, mas a A25 foi construída para passar a sul da mesma cidade, pelo que este troço do antigo traçado foi conservado.

Apesar de a A25 se sobrepor ao antigo traçado do IP5 em grande parte do seu traçado, ainda sobraram alguns troços desta antiga estrada, sendo ainda hoje utilizados para trânsito local. Com a introdução de portagens nas SCUT, a A25 passou a ser portajada. Como consequência disso os troços antigos do IP5 serviram de alternativa para quem queria evitar os pórticos de pagamento de portagem. Velocidade Furiosa 10" esteve a ser filmado no antigo IP5, em Viseu A rodagem em Portugal de parte do filme "Velocidade Furiosa 10", e de outras produções de grande orçamento, "tem um enorme impacto economicamente, porque é investimento direto no país", afirmou à agência Lusa a produtora portuguesa associada ao projeto. o Jornal do Centro noticiava que a região de Viseu, nomeadamente o antigo IP5, será palco de algumas filmagens desta longa-metragem, enquanto o presidente da câmara de Vila Real, Rui Santos, afirmava publicamente que a cidade acolherá uma produção de Hollywood ligada à "alta velocidade", entre junho e julho.

### Serra da Penoita - Viseu - Caçador
No seu antigo traçado, o IP5 passava a Norte de Viseu, mas a a A25 foi construída para passar a sul da mesma cidade, pelo que este troço do antigo traçado foi conservado. Começa e termina nas saídas nº 16 e nº 19 da A25, e constitui actualmente uma autêntica variante norte do IP5 a Viseu, e sendo por isso bastante utilizada por quem circula na A25 e pretende seguir para Norte pela A24 ou pela EN 2.
| Número da Saída                                                                    | km | Nome da Saída              | Estrada que liga |
| ---------------------------------------------------------------------------------- | -- | -------------------------- | ---------------- |
| *                                                                                  | 62 | Serra da Penoita (Vouzela) | A 25             |
| *                                                                                  | 66 | Joana Martins              | M 622            |
| 13                                                                                 | 73 | Ventosa/Vouzela/Tondela    | N 228            |
| *                                                                                  | 74 | Boa Aldeia                 | A 25             |
| 14                                                                                 | 81 | Viseu oeste / Figueiró     | EN337            |
| 14 A                                                                               | 83 | Coimbra / Vila Real        | A 24 / IP 3      |
| 15                                                                                 | 87 | Viseu centro / S. P. Sul   | N 16             |
| 16                                                                                 | 89 | Viseu norte / Lamego       | N 2              |
| 17                                                                                 | 92 | Viseu sul / Sátão          | N 229            |
| 18                                                                                 | 96 | Recta do Caçador           | A 25             |
| Os nós assinalados como * foram construídos após a duplicação, não sendo numerados |    |                            |                  |

### Chãs De Tavares - Fornos De Algodres
Este troço tem início no actual nó de Chãs de Tavares da A25. A partir daí, possui um nó de ligação à localidade no início da descida para Fornos de Algodres. O fim do troço é agora um cruzamento com a N 16 junto a Fornos-Gare, no local onde anteriormente existiu um nó do IP5.
| Número da Saída | km  | Nome da Saída      | Estrada que liga |
| --------------- | --- | ------------------ | ---------------- |
| *               | 119 | Chãs de Tavares    | A 25             |
| 22              | 120 | Chãs de Tavares    | N 16             |
| 23              | 128 | Fornos de Algodres | N 16             |

### Açores - Alvendre
Este troço inclui a descida do Alvendre, que com uma inclinação de 9%, foi durante anos o troço mais perigoso do IP5. Atualmente, a A25 atravessa este sopé da Serra da Estrela por um outro traçado, menos sinuoso.
| Número da Saída | km  | Nome da Saída  | Estrada que liga |
| --------------- | --- | -------------- | ---------------- |
| *               | 149 | Açores         | A 25             |
| 26              | 153 | Porto da Carne | M 581            |
| *               | 159 | Alvendre       | M 577 / A 25     |

## Acidentes
Entre novembro de 1988 e junho de 1999 ocorreram no IP5 3477 acidentes dos quais resultaram 297 mortos. O ano de 1998 foi um dos mais trágicos da história da via rápida, durante o qual perderam a sua vida 48 pessoas.
Num artigo publicado em 2005 pelo jornal The Sunday Times, o IP5 foi considerado a 3.ª estrada mais perigosa do mundo, atrás apenas de uma na Bolívia, e outra no Sul de Espanha, que liga Málaga a várias cidades turísticas como Torremolinos e Marbella.
| Tipos de Sinistralidade | IP5 (via rápida) (jan. de 2000 - dez. de 2000) | IP5/A25 (autoestrada) (out. de 2006 - set. de 2007) | Variação |
| ----------------------- | ---------------------------------------------- | --------------------------------------------------- | -------- |
| Acidentes com vítimas   | 134                                            | 92                                                  | –31%     |
| Vítimas mortais         | 17                                             | 4                                                   | –76%     |

## Saídas antes da transformação emA25entre aA1emAlbergariae Vilar Formoso
| Número da Saída | Nome da Saída                  | Estrada que liga  |
| --- | ------------------------------ | ----------------- |
| Ponte da Barra |                                |                   |
| 1 | Gafanha da Encarnação          | M 591             |
| 2 | Gafanha da Nazaré              | M 590             |
| 3 | Pirâmides                      |                   |
| 4 | Esgueira                       | N 109             |
| 5 | Aveiro (nascente) / A 17       | A 17              |
| 6 | Angeja / Zona Industrial       |                   |
| 7 | nó de Albergaria (A 1)         | A 1               |

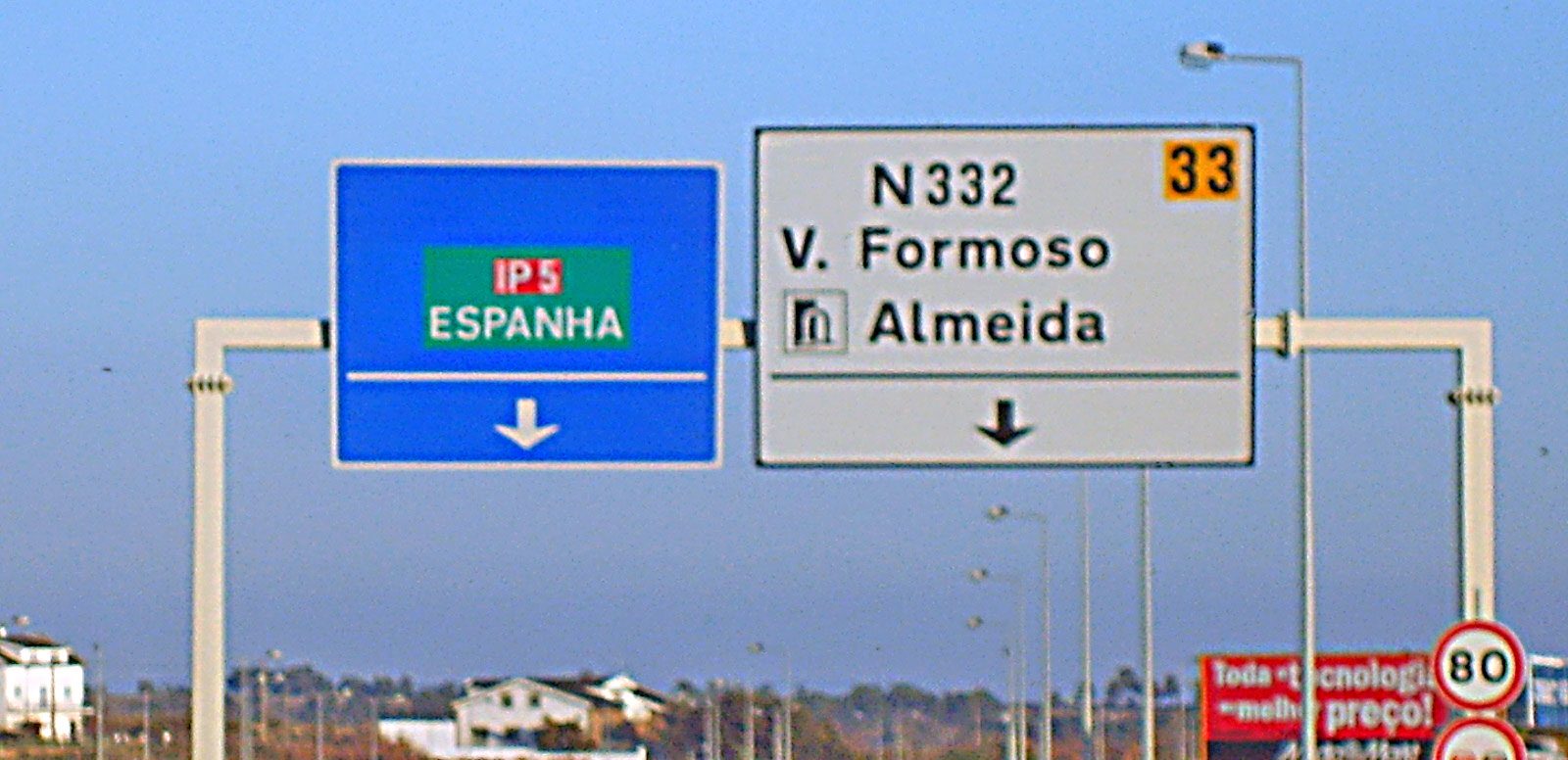
Saída para o centro de Vilar Formoso e Almeida.

| Fim do troço em formato de via rápida com 2x2 vias - IP 5 Início da via rápida sem separador central (2x1 ou 2x1+1) - IP 5 * *troço A1 - E.N. 1 duplicado em 2001 |                                |                   |
| 8 | Albergaria-a-Velha             | N1 - IC 2         |
| Parque de descanso das Talhadas |                                |                   |
| 9 | Talhadas                       | N 328             |
| 10 | Reigoso                        | M 617             |
| Parque de descanso de Reigoso |                                |                   |
| 11 | Oliveira de Frades             | N 333             |
| 12 | Vouzela                        | N 333             |
| Parque de estacionamento da Serra da Penoita |                                |                   |
| 13 | Boa Aldeia                     | N 228             |
| Parque de descanso de Viseu |                                |                   |
| 14 | Figueiró                       | N 337             |
| 14 A | nó do IP 3                     | A 24 / IP 3       |
| 15 | Viseu oeste / São Pedro do Sul | N 16              |
| 16 | Viseu norte / Castro Daire     | N 2               |
| Posto de vigilância da GNR-BT |                                |                   |
| 17 | Viseu este / Sátão             | N 229             |
| 18 | Caçador                        | N 16              |
| 19 | Prime                          | N 16              |
| Área de Serviço de Mangualde |                                |                   |
| 20 | Mangualde                      | N 329-1           |
| 21 | Chãs de Tavares                | N 329 M 606       |
| 22 | Fornos de Algodres             | N 16              |
| 23 | Celorico da Beira (poente)     | N 16              |
| 24 | Celorico da Beira (sul)        | N 17              |
| Área de Serviço de Celorico |                                |                   |
| 25 | Ratoeira                       | N 16              |
| 26 | Porto da Carne                 | M 581-4           |
| Troço Porto da Carne-Alvendre duplicado no final da década de 90                                                                                                  |                                |                   |
| Parques de estacionamento do Porto da Carne |                                |                   |
| Parque de descanso de Alvendre |                                |                   |
| 27 | Guarda                         | M 577             |
| 28 | Guarda-gare                    | A 23 N 16 - N 221 |
| 29 | Pínzio                         | M 574             |
| 30 | Alto de Leomil                 | N 324             |
| Área de Serviço de Castelo Mendo |                                |                   |
| 31 | Vilar Formoso                  | N 332             |
| 32 | terminal TIR de Vilar Formoso  | N 16              |
| Fronteira de Vilar Formoso |                                |                   |

## Estado dos troços

### IP 5 - Aveiro (Barra) - Vilar Formoso
| Troço                                                 | Situação | km  |
| ----------------------------------------------------- | --- | --- |
| Barra (Ílhavo) – (nó de Albergaria) ( A 1 )           | Em serviço (09/1991) com formato de via rápida com 2 faixas ( IP 5 ) Reclassificado (década de 2000) para A 25                                                                  | 24  |
| Albergaria-a-Velha ( A 1 ) – Albergaria-a-Velha (IC2) | Em serviço (09/1991) com formato de via rápida com 1 faixa ( IP 5 ) Duplicado (2001) para formato de via rápida com 2 faixas ( IP 5 ) Reclassificado (década de 2000) para A 25 | 5   |
| Albergaria-a-Velha - Talhadas                         | Em serviço (1987) com formato via rápida com 1 faixa ( IP 5 ) Duplicado (10/2005) para formato de autoestrada ( A 25 )                                                          | 14  |
| Talhadas - Vouzela                                    | Em serviço (década de 1980) como via rápida ( IP 5 ) Duplicado (10/2005) para formato de autoestrada ( A 25 )                                                                   | 20  |
| Vouzela - nó do Caçador (Viseu)                       | Em serviço (década de 1980) como via rápida ( A 25 ) | 39  |
| nó do Caçador - Prime                                 | Em serviço (década de 1980) como via rápida ( IP 5 ) Duplicado (09/2006) para formato de autoestrada ( A 25 )                                                                   | 2   |
| Prime - Mangualde                                     | Em serviço (09/1983) como via rápida ( IP 5 ) Duplicado (09/2006) para formato de autoestrada ( A 25 )                                                                          | 9   |
| Mangualde - Chãs de Tavares                           | Em serviço (09/1988) como via rápida ( IP 5 ) Duplicado (07/2006) para formato de autoestrada ( A 25 )                                                                          | 13  |
| Chãs de Tavares - Fornos de Algodres                  | Em serviço (1985) como via rápida ( IP 5 ) | 8   |
| Fornos de Algodres - Celorico da Beira                | Em serviço (1985) como via rápida ( IP 5 ) Duplicado (07/2006) para formato de autoestrada ( A 25 )                                                                             | 17  |
| Celorico da Beira - Açores                            | Em serviço (10/1989) como via rápida ( IP 5 ) Duplicado (07/2006) para formato de autoestrada ( A 25 )                                                                          | 2   |
| Açores - Alvendre                                     | Em serviço (10/1989) com formato de via rápida com 1 faixa ( IP 5 ) Duplicado (1998–1999) para formato de via rápida com 2 faixas ( IP 5 )                                      | 17  |
| Alvendre - Guarda                                     | Em serviço (10/1989) como via rápida ( IP 5 ) Duplicado (07/2006) para formato de autoestrada ( A 25 )                                                                          | 2   |
| Guarda - Vilar Formoso (Povo)                         | Em serviço (12/1987) como via rápida ( IP 5 ) Duplicado (11/2003) para formato de autoestrada ( A 25 )                                                                          | 36  |
| Vilar Formoso (Povo) - Vilar Formoso (fronteira)      | Em serviço (12/1987) como via rápida ( IP 5 ) Reclassificado (12/2021) como N 332                                                                                               | 1,5 |